# Michel Serres
Michel Serres (født 1. september 1930 ; død 1. juni 2019) var en fransk filosof. Han var oprindelig uddannet marineofficer, men vendte sig henimod filosofien. Han skrev over 50 bøger. Værket er ganske bredt funderet i både antikken, filosofi, kunst, matematik og videnskab.
Serres var medlem af Det Franske Akademi og underviste både på Sorbonne I (Paris Universitet) og Stanford University.

## Filosofi
Hans videnskabsteori inspireret af Gottfried Wilhelm Leibniz og Claude Shannon fik indflydelse på systemteori (Niklas Luhmann) og aktørnetværksteori (Bruno Latour). I sin netværksteori kombinerer Serres både kunst og matematik.

Indtil sin død var Serres en af de sidste æstetisk set velskrivende fagfilosoffer kendt i offentligheden. Serres fordrede æstetiske kriterier af "sandheden", samtidens skribenter skriver i en mellemting imellem teknikalsk-videnskabelige kontorrapporter på den ene side og anglificerede journalistpjecer af lavt abstraktionsniveau, på den anden side. Serres noterede derom i midten af 1980'erne:
"... kan man virkelig tænke sandt, når man skriver så grimt?" (Michel Serres: Les cinq sens. Paris 1985, 314 f.).
I 1990 foreslog Serres en naturkontrakt (Naturpagten, 1992), og siden også en mediekontrakt. Han var tidligt stor fortaler for Wikipedia.

## Ekstern litteratur
- Niels Lyngsø: En eksakt rapsodi - om Michel Serres' filosofi. Borgen, København 1994

1. ↑  Navnet er anført på engelsk og stammer fra Wikidata hvor navnet endnu ikke findes på dansk.
2. ↑  Navnet er anført på engelsk og stammer fra Wikidata hvor navnet endnu ikke findes på dansk.